# Alessandro Moreschi
Alessandro Moreschi (Monte Compatri, 11 de noviembre de 1858 – Roma,  21 de abril de 1922) fue un cantante lírico italiano, considerado el último castrato de la historia. Se le conoció como «l'angelo di Roma» (el ángel de Roma).

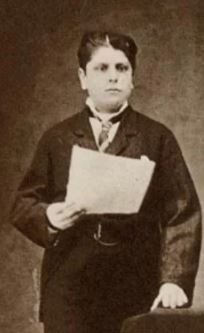
Alessandro Moreschi (c. 1880).

## Biografía
Nació el 11 de noviembre de 1858. Proveniente de una familia católica pobre, fue el último de seis hermanos. Sus padres eran Luigi Lorenzo Moreschi y Rosa Maria Pitolli. Cantaba como solista en la Capilla de Nuestra Señora del Castaño y ahí sucedió un evento que marcaría la vida de Alessandro. En el otoño de 1867, Italia fue víctima de una epidemia de cólera que ya azotaba Europa. Presuntamente, y gracias a la voz y plegarias del infante Alessandro, Monte Compatri se mantuvo a salvo de dicha enfermedad, habiendo sido sometido a castración dos años antes cuando se integró al coro. Más tarde, fue enviado a estudiar canto a la escuela de Salvatore di San Lauro, bajo la dirección de Gaetano Capocci, un organista y compositor de música sacra, maestro di capella de la Basílica de San Juan Laterano de Italia, quien promovió su aceptación en el Coro de la Capilla Sixtina en 1883. Puesto que la castración infantil con fines artísticos había sido prohibida en 1870, Moreschi argumentó que la suya tuvo lugar antes de promulgarse la norma prohibitoria.
Alessandro fue solista del Coro Sixtino entre 1883 y 1898. Para ese entonces el director era el castrato Domenico Mustafà. En ese 1898 asumió como director del coro, cargo en el cual se mantuvo hasta 1913, combinando sus actividades administrativas con las que tenía inherentes al canto.
De su repertorio coral nos ha quedado una serie de grabaciones realizadas entre 1902 y 1904, en que interpretó diez obras compuestas especialmente para su tesitura. Estas grabaciones tienen un valor excepcional porque son el único testimonio en el mundo, en formato magnético, que se tiene del canto de los castrati. Para cuando Moreschi inició su carrera artística, había muerto hacía bastante el último de los famosos y consagrados cantantes evirados, Juan Bautista Stracciavelutti (más conocido por su apellido modificado, Velluti), tiempo en el cual estaba lejana la idea de reproducir la voz de una persona en un medio magnético.
Los últimos años de la vida de Alessandro transcurrieron inmersos en la soledad. Murió sin la compañía de su hijo adoptivo (que se dedicó a ser actor) el 21 de abril de 1922, por causa de neumonía a los 63 años de edad.

## Moreschi: el último castrato
De Alessandro Moresschi nos han quedado unas grabaciones realizadas entre 1902 y 1904 (reeditada en Perla “Opal” n.º 9823 en 1984), que en conjunto llevan por nombre Moreschi, El Último Castrati. En ella se recogen 17 fragmentos musicales del cantante junto al coro de la Capilla Sixtina. Entre estos fragmentos destacan "Incipit Lamentatio" y "Laudamus Te", de Gaetano Capocci; "Improperia", de Tomas Luis de Victoria; "Mia Nemica la Cruda", de Palestrina; "Ave Verum", de Salvatore Meluzzi; "Tui Sunt Coeli", de Gustav Edward Stehle o "Ave Verum", de W.A. Mozart. La calidad de la grabación, debido a los precarios medios con los que fue registrada y por el paso del tiempo, es mala; no obstante, en ella se pueden apreciar las cualidades de esta voz única, que se convierte en el único registro físico de voz de un castrato que se conserva en el mundo. En ella se puede apreciar una tesitura de soprano con unos apuntes muy altos que se convierten en únicos. Aun así hay que recordar dos cosas fundamentales antes de evaluar objetivamente su voz:
- La primera de ellas es que Moreschi fue el último castrato, tan lejano del tiempo del más grande de todos, Farinelli. Este hecho, sumado a que el último castrato famoso, Velluti, se había retirado 30 años antes del nacimiento de Moreschi, falleciendo cuando este apenas tenía tres años, hacen que Moreschi no hubiese contado con la técnica ni educación vocal que tenían los castrati de los siglos XVII y XVIII, cuando vivieron su época dorada.

- En segundo lugar recordar que la obra de la que se dispone, como ejemplo de su voz, es eminentemente religiosa, fundamentalmente del siglo XIX, tan lejana a la ópera barroca rica en agilidades, fuerzas y sostenidos, que se ajustaban sobremanera a una ejecución por parte de un castrato. Por todo ello, la grabación se convierte en una ligera idea de lo que serían las voces de los castrato, sin poder acercarnos siquiera a cómo hubiese sido la voz de un castrato consagrado.

## Opinión crítica
La opinión crítica está dividida sobre las grabaciones de Moreschi: Algunos dicen que son de poco interés aparte de la novedad de preservar la voz de un castrato, además que Moreschi era un cantante mediocre, mientras que otros detectan los restos de un cantante talentoso desafortunadamente más allá de su apogeo para cuando grabó. (Moreschi tenía unos cuarenta y tantos años cuando hizo sus grabaciones). Otros sienten que era un cantante muy bueno y que gran parte de la "dificultad" para escuchar las grabaciones de Moreschi se debe a cambios en el gusto y el estilo de canto entre su tiempo y el nuestro. Ciertamente, su técnica vocal puede parecer irritante para los oídos modernos, pero muchos de los ataques vocales aparentemente imperfectos, por ejemplo, son de hecho notas de gracia, lanzado desde una décima parte debajo de la nota. La estética anticuada del canto de Moreschi, que implica una pasión extrema y un tipo de sollozo perpetuo, a menudo suena extraño para el oyente moderno y puede interpretarse erróneamente como debilidad técnica o sintomática de una voz envejecida. 

La pieza más conocida que grabó Moreschi es el "Ave María" de Bach/Gounod. Quizás sólo aquí el canto de Moreschi se acerca en buena parte al tipo de calidad estelar que debieron tener los grandes intérpretes castratos de la época barroca, cuando tuvieron sus días de gloria. Hay un gran fervor en el canto, la "lágrima" en cada nota y en el clímax, Moreschi lanza un SI alto natural sin esfuerzo aparente. 